# Transtorno de personalidade obsessivo-compulsiva
O transtorno de personalidade obsessivo-compulsivo (português brasileiro) ou perturbação de personalidade obsessivo-compulsiva (português europeu) (anancástica) é um transtorno de personalidade caracterizado por um constante sentimento de dúvida, perfeccionismo, escrupulosidade, verificações, e preocupação com pormenores, obstinação, prudência e rigidez excessivas com raizes na infância e que persiste na idade adulta. O transtorno pode ser acompanhado de pensamentos ou de impulsos repetitivos e intrusivos. Se diferencia do transtorno obsessivo-compulsivo por ser mais duradouro porém menos grave.

## Características
Segundo o DSM IV, é caracterizado por uma preocupação com a organização, perfeccionismo e controle mental e interpessoal, às custas da flexibilidade e eficiência. Os indivíduos com TPOC tentam manter um sentimento de controle através de uma atenção extenuante a regras, detalhes triviais, procedimentos, listas, horários ou formalidades, resultando desgaste emocional a si e aos outros. Estas pessoas não percebem o quanto os outros ficam incomodados com os atrasos e inconvenientes que resultam de seu comportamento.
Segundo a psicologia comportamental esse transtorno é resultado de um condicionamento predominantemente aversivo em um ambiente coercitivo em que os comportamentos preventivos são constantemente reforçados com uma diminuição na ansiedade (reforço negativo). Ou seja, quando a criança cometeu erros ela foi severamente punida por um cuidador ou pelo próprio ambiente. Essas punições foram associadas a várias atividades diferentes passando a gerar respostas de ansiedade (alertas de punição) que aumentam enquanto prevenções não tenham sido tomadas e geram alívio quando não ocorre punição. O desgaste causado a si mesmo e aos outros é visto como compensando as possíveis punições aos erros.

## Diagnóstico
Para ser diagnosticado deve atender a pelo menos 3 dos seguintes critérios :
- Sentimentos de dúvida constante e cautela excessiva;
- Preocupação com detalhes, regras, listas, ordem, organização ou programa;
- Perfeccionismo que interfere com a conclusão da tarefa;
- Excessiva conscienciosidade, escrúpulos e preocupação excessiva com a produtividade a ponto de prejudicar relacionamentos interpessoais;
- Pedantismo excessivo e adesão às convenções sociais;
- Rigidez e teimosia;
- Insistência irracional pelo indivíduo em fazer os outros seguirem exatamente o seu jeito de fazer as coisas ou relutância irracional em permitir que outros façam as coisas do seu próprio jeito;
- Intrusão de pensamentos repetitivos e intrusivos ou impulsos.

Também pode ser diagnosticado aplicando o teste de personalidade patológica de Young ou o teste projetivo de manchas Rorschach usando o sistema compreensivo de Exner.

## Tratamento

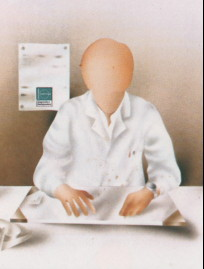
Anti-depressivos como clomipramina e ansiolíticos como clonazepam ajudam a melhorar o auto-controle, sensação de segurança e diminuir a ansiedade dos obsessivos-compulsivos.

A terapia cognitivo-comportamental possui diversas técnicas para tratar transtornos de personalidade, dentre elas a terapia do esquema de Jeffrey Young tem recebido destaque, complementando as propostas de Aaron Beck. Entre 60 a 70% dos pacientes respondem bem à farmacoterapia com inibidor seletivo de recaptação de serotonina (ISRS) e 60 a 80% melhoram com terapia analítico-comportamental ou terapia cognitivo-comportamental.
Uma das questões centrais da terapia é levar o sujeito a analisar o prejuízo que está causando a si mesmo e aos outros com seu comportamento e estabelecer uma percepção mais realista, saudável e racional das punições mais prováveis. Como se trata de um transtorno de personalidade (Eixo I) o tratamento costuma ser mais longo, cansativo e exige mais do terapeuta e do paciente do que terapias de Eixo II.
Caso não haja resposta aos tratamentos medicamentosos e psicológicos pode ser necessário fazer uma neurocirurgia. Existem cinco técnicas cirúrgicas disponíveis, com as seguintes taxas de melhora global pós-operatória: capsulotomia anterior (38 a 100%); cingulotomia anterior (27 a 57%); tractotomia subcaudado (33 a 67%); leucotomia límbica (61 a 69%) e talamotomia central lateral com palidotomia anteromedial (62,5%).